# 程宗
程宗（1426年—1492年），字源伊，直隸蘇州府常熟縣人，明朝政治人物。景泰辛未進士。弘治初官至南京工部尚書。

## 生平
景泰元年（1450年）庚午科應天府鄉試第二十名。景泰二年（1451年）聯捷辛未科進士。初授刑部主事，陞刑部員外郎，擢江西吉安府知府。丁父憂去官。服闋，改真定府知府，因病未赴任。改知武昌府。踰二年，擢四川布政使司左參政，進陝西右布政使，轉左布政使，所至皆有政績，為民稱頌。進都察右副都御史、治院事。不久，巡撫陝西。又丁母憂去職。服闋改雲南巡撫，調停木邦酋長罕穵法孟養思六與孟密曩罕弄母子作亂。以功轉公左副都御史，加俸一級。後召為刑部右侍郎，轉左侍郎，以尚書缺署掌部事。九年考滿，拜南京工部尚書，加一級俸。致仕歸，弘治五年（1492年）卒於家。朝廷賜祭葬。

## 著作
程宗喜為詩，有《宦遊撫夷集》藏于家。
曾於天順六年（1462年）斥資刊刻《新刊歐陽文忠公全集》。

## 家族
曾祖程伯高。祖父程士迪。父程景和。